# Нат Уолф
Натаниел „Нат“ Уолф (на английски: Nat Wolff) е американски актьор, певец, композитор, кийбордист и китарист. Уолф участва и композира в комедийния сериал на Никелаудиън The Naked Brothers Band, който е създаден и режисиран от майка му, актрисата Поли Дрейпър. Бащата на Нат, Майкъл Уолф, съ-продуцира два албума на сериала – едноименния албум The Naked Brothers Band (2007), който се изкачи на номер 23 в Top 200 Billboard Charts и I Don't Want to Go to School (2008). Нат и Алекс Уолф формират банда, наречена Nat & Alex Wolff и издават албум, озаглавен Black Sheep, през 2011.
Уолф имаше поддържаща роля във филма „Вината в нашите звезди“ през 2014, която му спечели две награди „Изборът на тийнейджърите“. През 2015 Нат играе главната роля в комедийния драматичен филм „Хартиени градове“.

## Личен живот
Нат Уолф е роден на 17 декември 1994 г. в Лос Анджелис, Калифорния в семейството на джаз пианиста Майкъл Уолф и актрисата Поли Дрейпър. Има по-малък брат Алекс, който е музикант и певец. Дядо му по майчина линия, Уилям Хенри Дрейпър, е капиталист и граждански лидер. Бащата на актьора е евреин, а майка му е християнка, а следователно Уолф е „културно евреин“. Той е израснал в Ню Йорк и заявява, че в свободното си време обича да играе баскетбол, да пише музика и да играе с кучето на семейството.

## Кариера
Бащата на Нат казва, че се е учил да свири главни и второстепенни акорди на пианото, когато е бил на 4 години. Той си спомня, "Аз го попитах: „Как успя да ги научиш?“, а той каза: „Татко, те са точно тук.“. Аз отвърнах: „Това са моите горди акорди.“.". На 5-годишна възраст той започва да пише собствени песни, а когато е в детската градина, формира банда, наречена The Silver Boulders, заедно с най-добрите си приятели.
Нат първо е забелязан в резултат на атентата на 11 септември, когато прави парти за рождения си ден пред апартамента си, където изпълнява лично композирана песен, наречена „Firefighters“. Концертът имаше успех, като събра над $46 000, които са дарени на децата от New York City Fire Department's Squad 18. Брат му се присъединява към групата като барабанист, като и двамата са повлияни от Бийтълс. Когато Уолф е бил малък, слага знаци на леглото си, които гласят: „Искам да бъда дете актьор!“. Първо майка му отказва, защото не иска децата ѝ да са изложени на славата, когато са малки. Но тя решава да успокои Нат като му позволява да снима собствена история, наречена Don't Eat Off My Plate.
| „ | Винаги съм ги обичал. Обичам Бийтълс, знам всяка тяхна песен. Исках да бъда като тях. Всичко е базирано на реалността; това не е като работа. Това са неща, които можем да кажем или направим или искаме да кажем или направим. Харесва ми усещането за създаване на нещо, което не е било там. Ако имаме още един сезон, аз напълно ще давам идеи. | “ |

Нат започва актьорската си кариера с малка роля в Getting Into Heaven през 2003 и в Heartbeat to Baghdad през 2004. По-късно получава признание, на възраст от 9 години, за участието си в комедията The Naked Brothers Band: The Movie, допринасяйки с водещи вокали, апаратура и текстове на песни. Филмът получава наградата на публиката за Family Feature Film на международния филмов фестивал в Хамптън. Филмът е включен като пилот към телевизионните серии със същото име, който е създаден, продуциран и режисиран от майка му, докато баща му помага за музиката. По-малкият брат на Уолф е включен в състава и също пише и изпълнява песни.
| „ | Когато нашият живот се превърна в пародия на документален филм, не беше такава голяма работа, както някои ще си помислят. Взехме всички приятели и Алекс, както и моята музика и ги включихме в един сюжет; това беше повишена реалност... Шоуто създаде страхотна публика за нас... | “ |

Епизодите на сериала спечелиха на актьора една награда BMI Cable за композиране на музиката на сериите, както и две номинации за награда за млад артист и една KCA номинация за най-добър телевизионен актьор. Шоуто издава два саундтрак албума и сингъла „Crazy Car“, който достигна номер 23 в Top 200 Billboard Charts. Нат, който е бил на 6, когато е написал песента, е смятан за най-младия човек, който някога е композирал песен, която е влязла в Top 200 Billboard Charts. Неговата неиздадена песен, „Yes We Can“, в чест на президента Барак Обама, бе чута от президента и двете му дъщери. Преди срещата Уолф се е срещнал с Обама, който го е окуражил да я напише.
Другите филмови участия на Нат включват филма на Никелаудиън Mr. Troop Mom (2009), романтичната комедия New Year's Eve (2011) и драматичната комедия Peace, Love, & Misunderstanding (2011). През 2010 той участва в What Would Woody Do?, която е пиеса на брат му. Нат взима участие в комедията Admission през 2013 и в комедията Behaving Badly през 2014. Същата година имаше поддържаща роля в драмата „Вината в нашите звезди“. Ролята му спечели две награди „Изборът на тийнейджърите“ в категориите Movie Scene Stealer и Chemistry.
През 2015 Нат играе главната роля във филма „Хартиени градове“, неговата втора филмова адаптация по новела на Джон Грийн след „Вината в нашите звезди“. Той е в образа на Куентин, тийнейджър, който е влюбен в съседката си Марго (изиграна от Кара Делевин). Критикът Джъстин Чанг заяви: „Уолф, който е показван в почти всяка сцена, успява да задържи центъра на млад човек, който не е загрижен за изпъкване или вглъбяване и чието поведение често може да бъде колебливо, тъй като е импулсивен.“.

## Филмография

### Кино
| Година | Заглавие                           | Роля             |
| ------ | ---------------------------------- | ---------------- |
| 2005   | The Naked Brothers Band: The Movie | себе си          |
| 2011   | New Year's Eve                     | Уолтър           |
| 2011   | Special Things To Do               | Клиф             |
| 2012   | The Last Keeper                    | Саймън           |
| 2012   | Peace, Love, & Misunderstanding    | Джейк            |
| 2013   | Stuck in Love                      | Ръсти Боргенс    |
| 2013   | Admission                          | Джеремая Балакян |
| 2014   | Palo Alto                          | Фред             |
| 2014   | The Fault in Our Stars             | Айзък            |
| 2014   | Behaving Badly                     | Рик Стивънс      |
| 2015   | Paper Towns                        | Куентин Якобсен  |
| 2015   | The Intern                         |                  |
| 2015   | Ashby                              | Ед Уолис         |
| 2015   | Grandma                            | Кам              |
| 2016   | In Dubious Battle                  | Джим Нолън       |

### Телевизия
| Година      | Заглавие                             | Роля       |
| ----------- | ------------------------------------ | ---------- |
| 2007 – 2009 | The Naked Brothers Band              | себе си    |
| 2007        | The Today Show                       | себе си    |
| 2007        | Good Morning America                 | себе си    |
| 2008        | The View                             | себе си    |
| 2008        | The Today Show                       | себе си    |
| 2008        | Nickelodeon Kids' Choice Awards 2008 | себе си    |
| 2009        | Mr. Troop Mom                        | себе си    |
| 2009        | BrainSurge                           | себе си    |
| 2023        | Консултант (The Consultant)          | Крейг Хорн |

### Албуми

#### Саундтрак албуми
- The Naked Brothers Band (2007)
- I Don't Want to Go to School (2008)

#### Студийни албуми
- Black Sheep (2011)

|  | Тази страница частично или изцяло представлява превод на страницата Nat Wolff в Уикипедия на английски. Оригиналният текст, както и този превод, са защитени от Лиценза „Криейтив Комънс – Признание – Споделяне на споделеното“, а за съдържание, създадено преди юни 2009 година – от Лиценза за свободна документация на ГНУ. Прегледайте историята на редакциите на оригиналната страница, както и на преводната страница, за да видите списъка на съавторите. ВАЖНО: Този шаблон се отнася единствено до авторските права върху съдържанието на статията. Добавянето му не отменя изискването да се посочват конкретни източници на твърденията, които да бъдат благонадеждни. |